# Убийство във Фоулкс Рат
„Убийство във Фоулкс Рат“ (на английски: The Adventure of the Foulkes Rath) е разказ на писател Адриан Конан Дойл за известния детектив Шерлок Холмс. Включен е в сборника с разкази „Подвизите на Шерлок Холмс“ (The Exploits of Sherlock Holmes) публикуван през 1954 г.

## Сюжет
Внимание:  Текстът по-долу разкрива сюжета на произведението (или части от него)!
Шерлок Холмс получава телеграма от г-н Винсънт, който иска да помогне на своя клиент, Пърси Дългинтон. Младият човек е обвинен в убийството на чичо си, г-н Матиас Адълтън. Трагедията се е случила в къщата на Адълтън, намираща се във Фоулкс Рат.
Уотсън разказва на Холмс подробности за случая, за който е прочел във вестниците. Г-н Адълтън е спечелил голямо състояние в Австралия при златотърсачите. След това се завръща в Англия, където става богат земевладелец. В дома му са живели племенника му Дългинтон и съпругата му. Една вечер Адълтън се скарал с племенника си, и около полунощ прислугата чува силен вик. Когато слугите се втурват в хола, виждат на пода умиращия Адълтън, чиято глава е разцепена с брадва. Да него в нощен халат е стоял Пърси Дългинтон, а в ръцете си е държал брадва. Служителите са чули как Адълтън успява да прошепне: „Той беше Дълги... Том! Той беше Дълг...!“, и умира в ръцете им.
Пристигналият на „Бейкър Стрийт“ адвокат Винсънт потвърждава историята на Уотсън. В допълнение, адвокатът разказва, че напоследък чичото и племенника често се карали, тъй като Адълтън е започнал да продава земите си, които притежава, а Дългинтон е възразявал срещу това. По думите на Винсънт Дългинтон категорично отрича участието си в убийството. Младият човек е казал на полицията, че чувайки вика на чичо си, е слязъл в хола да разбере какво се е случило. Виждайки умиращия Адълтън, Дългинтон случайно е вдигнал брадвата, и този момент са влезли слугите. Полицията не вярва на думите на Дългинтон и веднага го арестува.
Холмс предлага на Уотсън да отидат на местопрестъплението. Във Фоулкс Рат те се срещат с инспектор Лестрейд, който е повече от скептичен към желанието на Холмс да разследва случая. Въпреки това, Холмс внимателно разглежда стаята, където е извършено убийството, кървавия халат на Дългинтон и самото оръжие на убийството – брадвата. Холмс разпитва иконома и установява, че привечер Адълтън е получил писмо, което изгаря, а след това се е качил на коня и е ходил някъде.
На следващия ден, Холмс предлага на Уотсън и Лестрейд да отидат с него до дъскорезницата, намираща се недалеч от Фоулкс Рат. Там Холмс разговаря с управителя Томас Гриърли – огромен, брадат, и много груб човек. Неочаквано Холмс обвинява Гриърли в убийството на Адълтън. Гриърли оказва отчаяна съпротива, но те го оковават с белезници.
Осъзнавайки, че е разобличен, Гриърли признава, че е убил Адълтън и Холмс обяснява хода на своето разследване. Знаейки, че Адълтън е бил висок, а ударът с брадвата е бил отгоре, Холмс веднага е предположил, че убиецът не е ниския Дългинтон, а някой друг по-висок човек. Халатът на Дългинтон не е бил изцапан с кръв отпред, следователно Дългинтон не е убил чичо си. Когато Холмс е узнал, че Адълтън, въпреки богатството си, в последно време често е продавал земи, е предположил, че Адълтън е станал жертва на изнудване и редовно дава на някой големи суми пари.
Холмс установява, че Адълтън започва да продава земя веднага след като близо до Фоулкс Рат започва работа дъскорезница, която се управлява от австралиеца Гриърли, човек с много висок ръст. По такъв начин Холмс веднага разбира, че Гриърли е убиеца.
Късно Гриърли обяснява причината за престъплението си. Преди много години Адълтън с по-малкия брат на Гриърли стават собственици на златоносен участък земя. Не след дълго по лъжливо обвинение, което е скалъпил Адълтън, братът на Гриърли е бил арестуван и обесен. Томас Гриърли, който заради своя огромен ръст получава в Австралия прякора „Дългуча“, се заклева да отмъсти на Адълтън. Пристигайки в Англия, Гриърли е поискал от Адълтън спечелените пари от добива на злато. Адълтън поради страх от изобличение известно време е изплащал редовно парите, но после от алчност отказва да плаща. По време на срещата си пияния Адълтън заплашва Гриърли със затвор, а вбесения Гриърли го удря с брадвата.

## Интересни факти
Основа за написването на разказа е споменаването на случая в разказ на Артър Конан Дойл „Пенснето със златните рамки“. 
| „ | ... Преписвайки някои от тези книжа, ... Намирам също отбелязани трагедията с Адълтън и ... | “ |